# Obambo
L'Obambo è un fantasma appartenente alle culture di alcuni popoli dell'Africa Centrale.
Inizialmente esso risiede nella boscaglia, per poi stancarsi e mostrarsi ad un parente. L'Obambo chiede a quest'ultimo di costruire per lui una casa vicino alla propria dimora. La notte dopo l'incontro le donne del villaggio si radunano e inscenano danze e canti e il giorno successivo viene deposto un idolo sulla tomba del fantasma. Successivamente viene eretta una piccola capanna nei pressi della casa di colui al quale si è palesato lo spirito e vi viene riposta la sua bara, insieme a della polvere proveniente dalla tomba. Sulla porta viene poi steso un panno bianco.

## Altri significati
Il termine Obambo è anche utilizzato dalle medesime culture per indicare lo spirito di chi muore nella foresta e rimane insepolto.